# Palaemnema melanocauda
Palaemnema melanocauda – gatunek ważki z rodziny Platystictidae. Występuje na terenie Ameryki Południowej; znany tylko z miejsca typowego położonego w okolicach Santo Domingo w prowincji Santo Domingo de los Tsáchilas w Ekwadorze.